# Moteur V-2
Le moteur V-2 connu également sous le code « В-2 » est un moteur à combustion interne, à quatre temps, à allumage par compression, conçu et fabriqué par l'usine Malichev durant les années 1930 en vue d'être utilisé par les futurs blindés de l'armée soviétique.

## Histoire
Le moteur V-2 tient ses origines du moteur BD-2, un V12 Diesel de 400 ch dont le développement commença au début de 1935 sur base du moteur d'avion à essence Mikouline M-17, une version produite sous licence du moteur BMW VI. Le BD-2 fut testé sur un char léger BT-5 entre 1936 et 1938 et il fut standardisé en septembre 1939 sous l'appellation de V-2.
Il commença à être produit en grande série l'année suivante, lorsqu'il fut monté dans les chars T-34 et KV-1. 
Son développement continua durant la seconde moitié du XXe siècle et au début du XXIe siècle son bloc moteur sert encore de base au développement de moteurs servant dans différents blindés russes.

## Variantes
- V-2 : 400 ch, moteur produit initialement en 1938 pour le char léger BT-7M.
- V-2-34 : 500 ch, V-2 modifié et utilisé par le T-34, le SU-85 et le SU-100.
- V-2K : 600 ch, 1939, le gain de puissance est obtenu grâce à une injection à haute pression et un régime plus élevé (2000 tr/min). Utilisé par les KV-1 et KV-2.
- V-2KF : 650 ch, 1942, équipé d'une suralimentation par turbocompresseur et d'un régulateur pneumatique Nastenko, le V-2KF est testé sur un KV-1 où il rencontre des problèmes de surchauffe.
- V-2K-s : 600 ch, 1942, modèle utilisé par le KV-1s et le KV-85, il à la même puissance que le V-2K mais à un régime moins élevé (1900 tr/min).
- V-2V : 375 ch, 1940, moteur détaré en puissance, utilisé par les tracteurs d'artillerie Voroshilovets.
- V-2-10 : 520 ch, 1943, appelé également V-2IS, il possède des cylindres et des culasses renforcés, une pompe à carburant améliorée, un radiateur plus grand, un refroidisseur d'huile redimensionné et un support de fixation modifié. Il a été utilisé par les chars lourds IS-2 ainsi que par les canons d'assaut ISU-122 et ISU-152.
- V-2SN : 850 ch, V-2 équipé d'une suralimentation fonctionnant à l'aide d'un compresseur mécanique prélevé sur un moteur d'aviation Mikouline AM-38. Il fut remplacé durant les essais du KV-220 par le moteur V-5 en raison de sa consommation démesurée d'huile[3].
- V-4 : moteur à six cylindres en ligne créé en utilisant une rangée de cylindres du V-2 pour le char léger T-50.

## Développements ultérieurs

### Années 1940
- V-5 : 700 ch, 1941, testé sur le prototype de char lourd KV-220 (Objet 220), il est équipé d'une suralimentation fonctionnant à l'aide d'un turbocompresseur[4].
- V-6 : 240 ch à 1800 tr/min, 1950, moteur à six cylindres en ligne créé en utilisant une rangée de cylindres du moteur V-54 pour le char léger amphibie PT-76.
- V-11 : 520 ch à 2200 tr/min, 1945, utilisé par le char lourd IS-3.
- V-44 : 520 ch, 1944, appelé également V-2-44, il s'agit d'un développement ultérieur du moteur V-11[5], il a la particularité d'être moins haut que les moteurs V-2 et est utilisé par le char moyen T-44.
- V-54 : 520 ch, utilisé par le char moyen T-54.
- V-12 : 750 ch à 2100 tr/min, 1946, modèle suralimenté utilisé par le char lourd IS-4.
- V-12U : 750 ch, utilisé par le prototype de char lourd IS-6
- V-12M : version améliorée du V-12 utilisée par le char lourd IS-4M.
- V-16F : version modernisée du V-2 conçue par l'usine n° 77 en 1944. Envisagé pour le concept de char lourd Objet 257, le V-16F s'avère peu fiable, aussi bien à 520 ch qu'à 600 ch, le développement de ce moteur est arrêté au début de l'année 1946[6].
- V-105 : 400 ch à 2000 tr/min, 1946-1948, également appelé V-54-105 ou A-105. Il était installé sur les blindés SU-100P et sur les véhicules utilisant le même châssis.

### Années 1950
- V-12-5 : 700 ch, équipé d'une suralimentation fonctionnant à l'aide d'un compresseur mécanique AM42-K entraîné par le vilebrequin du moteur. Il utilise un système de refroidissement par éjecteurs, utilisant la vitesse de sortie des gaz d'échappement pour créer une différence de pression[7]. Utilisé par le char lourd T-10.
- V-12-5B : V-12-5 équipé d'un alternateur G-5 d'une puissance de 5 kW. Utilisé par le T-10B.
- V-12-6B : 750 ch, il possède des chemises de refroidissement pour le système de pré-chauffage du carter. Le turbocompresseur est remplacé par un modèle UNA-6 plus puissant. Utilisé par le char lourd T-10M.
- V-12-6V : 750 ch, possède un nouvel alternateur G-6.5 d'une puissance de 6,5 kW. Utilisé par le T-10B utilisé par le char lourd T-10M.
- V-12-7 : 1000 ch, il possède un compresseur de suralimentation N-46-6. Utilisé temporairement par l'Objet 770 et par l'Objet 282.
- V-34M-11 : 500 ch à 1800 tr/min, il était installé sur les chars T-34 reconstruits au cours de la décennie.
- V-36 : version plus puissante (580 ch) du moteur V-54 prévue pour le prototype de char Objet 140.
- V-54K-IS : 1954, version modifiée du moteur V-54 utilisée sur les IS-2M et IS-3M revalorisés[8].
- V-54K-IST : version modifiée du moteur V-54 adaptée au char de dépannage BTT-1.
- V-55 : 580 ch, il dispose d'une injection améliorée, un taux de compression de 15,5:1 et un nouveau filtre à air VTI-4[9]. Utilisé par le char moyen T-55.

### Années 1960
- V-55V : 580 ch, identique au V-55 à l'exception de son alternateur G-6.5 d'une puissance de 6,5 kW[10] utilisé par le char de combat T-62.
- V-26 : 700 ch, utilisé par le prototype Objet 167.
- V-35 : 780 ch[11], version plus puissante du V-26, envisagé l'Objet 167M resté au stade de concept.

### Années 1970
- V-46 : 780 ch, dérivé du V-26 mais à injection directe, la suralimentation est mécanique, un compresseur centrifuge étant entraîné par le vilebrequin du moteur[12]. Utilisé par le T-72 Ural.
- V-46F : moteur testé sur le prototype Objet 172-2M "Buyvol", un prototype de T-72 amélioré.
- V-46-6 : 780 ch, identique au V-46-6 à l'exception de l'agencement différent de son système de lubrification ainsi que de son circuit de refroidissement. Utilisé par le T-72A.
- V-46-5M : version détarée (690 ch) du V-46-6, il possède un arbre de transmission, une prise d'air et un système d'échappement différent. Le T-62M1 n'ayant pas un compartiment moteur assez large pour accueillir un compresseur axial, ce dernier fut déplacé dans un boîtier blindé monté sur le déport de caisse au-dessus de la chenille droite.
- V-55U : 620 ch, utilise un système d'injection directe. Utilisé par les T-55AM et T-62M revalorisés.
- V-60N : moteur de 950 ch testé sur l'Objet 172-2M Buyvol, un prototype de T-72 amélioré.
- V-67 : 840 ch, V-46F amélioré, plus puissant grâce à un compresseur centrifuge modifié, testé sur l'Objet 172-2M Buyvol, un prototype de T-72 amélioré.

### Années 1980
- V-84-1 : 840 ch, 1984, moteur monté sur les T-72A obr. 1984, aussi connu sous l'appellation T-72A "amélioré". Il est équipé d'un système de préchauffage du circuit d'admission d'air pour faciliter le démarrage du moteur à des températures allant jusqu'à -20°C.
- V-84M : 840 ch, modèle amélioré du V-84-1, utilisé par les T-72B fabriqués à partir de la fin des années 1980.
- V-84MS : 840 ch, identique au V-84M mais possédant un système de refroidissement des gaz d'échappement pour réduire sa signature infrarouge, le suffixe MS ; Modifitsirovannyy Sifon y faisant référence. Utilisé par le T-90 ainsi que les T-72B fabriqués ou modernisés durant les années 1990.
- V-84A : 780 ch, 1988, moteur détaré en puissance, utilisé par le canon automoteur 2S19 Msta.
- V-85 : 1 000 ch, moteur conçu par l'usine de moteurs de Barnaoul (BZTM) sous l'appellation KD-34, il utilise un unique turbocompresseur comme système de suralimentation et un système de lubrification à circuit fermé. Le moteur est testé sur l'Objet 187, un prototype de char de combat.

### Années 2000
- V-92S2 : 1 000 ch, 2000, il possède désormais une suralimentation par turbocompresseur. Il est utilisé par le T-90S, le T-90A Vladimir, T-90SA ainsi que par le canon automoteur 2S35 Koalitsiya-SV.

### Années 2010
- V-92S2F : 1 130 ch, 2011, appelé initialement V-93, il possède de nouveaux turbocompresseurs, l'échappement, le système de refroidissement et le circuit carburant sont revus. Le carter, le vilebrequin et l'ensemble bielles-pistons ayant dû être renforcés, le moteur est 30 kg plus lourd que le V-92S2. Il est proposé sur le T-90MS et utilisé à partir de 2017 par le T-72B3M et le T-90M.